# James Stanton
James Stanton (Mudgee, 21 de julio de 1983 - ) es un jugador australiano de waterpolo.

## Biografía
Comenzó a jugar a waterpolo a los 12 años porque sus amigos empezaron a jugar. Fue seleccionado con Australia a los 14 años y a los 17  participó en los campeonatos júnior del mundo en 2001. Al año siguiente debutó con la selección absoluta.
En la temporada 2004-2005 Stanton vino a Sabadell para substituir la baja de Jesús Rollán. En 2005 gana la copa del Rey con el Sabadell y es nombrado MVP de la copa. La temporada siguiente gana la supercopa. En 2006 ganó la medalla de oro en la Commonwealth Championships con la selección Australiana y fue nombrado mejor portero del campeonato. 
En la temporada 2007 ficha por el Waterpolo Navarra (Pamplona) a las órdenes de Manel Silvestre.

## Clubes
- Claremont Dolphins ( Australia)
- Fremantle Mariners ( Australia)
- Club Natació Sabadell ( España)
- Waterpolo Navarra ( España)

## Títulos
Como jugador de club
- Una copa del Rey (España) 2005
- Una supercopa de España 2005

Como jugador de la selección Australiana
- Medalla de oro en la Commonwealth Championships 2006
- Tercero en la liga mundial FINA 2008 celebrada en Génova
- Tercero en la liga mundial FINA 2007 celebrada en Berlín

## Participaciones en Copas del Mundo
- Juegos Olímpicos de Pekín  2008
- Campeonato del Mundo de Melbourne 2007
- Campeonato de Europa de Belgrado 2006
- Campeonato Commonwealth Perth 2006
- Campeonato del Mundo Montreal 2005
- Juegos Olímpicos de Atenas  2004
- Campeonato del mundo de Barcelona 2003